# Solange Ferré de Bourgogne
Solange Ferré de Bourgogne, née le 8 juin 1913 à Ancenis (Loire-Atlantique) et décédée le 5 octobre 1973, est une résistante française membre du réseau Éleuthère sous le pseudonyme de Claudine. Elle a été arrêtée par la police allemande à Paris, au 7 quai Voltaire le vendredi 17 décembre 1943. Déportée, elle survit, libérée le 22 avril 1945 à Sigmaringen et revient en France.

## Biographie

### Jeunesse
Solange Ferré de Bourgogne a été élève des sœurs du Sacré-Cœur d'Alençon.[réf. nécessaire]

### Résistance
Dans les premières phases de la vie du réseau Éleuthère, elle est chargée de nombreuses missions délicates. Cette organisation, fondée par Hubert de Lagarde a notamment pour adjoint le commandant André Brouillard, alias Pierre Nord (désigné sous le nom de Bardin), et pour assistante Solange Ferré de Bourgogne.
Au sein du réseau elle est considérée, sous des apparences féminines, comme un homme, l'homme à tout faire du réseau Eleuthère.
Parmi les missions qui lui sont confiées, elle joue les missi-dominici.

#### Missions
Elle part en septembre 1943 pour Nantes enquêter à la suite d'une série d'arrestations et évaluer le chef de réseau. Elle arrive dans une ville encore en flammes, dans des ruines fumantes. Un bombardement cruellement manqué a fait des ravages. Elle quittera la ville après avoir reconstitué le sous-réseau et conforté son chef.
L'après-midi du 16 septembre 1943, un nouveau bombardement s'abat sur Nantes. Solande et un de ses compagnons vont dévaliser la Kommandantur désertée. Les documents sont acheminés à Paris après un voyage mouvementé dans des compartiments réservés aux allemands. Ils sont triés au 7 quai Voltaire. Un plan à grande échelle des défenses côtières de Saint-Nazaire à La Baule sera exploitable.
Le 16 décembre 1943, un déménagement est décidé, à la suite de l'arrestation d'un chef régional du réseau Libération-Nord. À midi, tout est vidé et le site fermé. Dans la soirée du 16, Claudine se rappelle avoir oublié dans une commode un document compromettant.

### Arrestation et déportation
Le 17 décembre 1943, Mme Ferré de Bourgogne tombe dans la souricière mise en place mise en place au 7 boulevard Voltaire avec la complicité de la concierge. Elle est arrêtée et transportée rue des Saussaies, au siège de la SIPO. Incarcérée à Nevers, elle réussit à circonvenir les geôliers et profite de la sortie d'une femme de ménage incarcérée avec elle qui transmettra au nouveau siège rue Cambon une série de messages verbaux. Les Allemands, en représailles, la transfèrent le 13 avril 1944 à Romainville puis vers un camp de la mort. Elle aura, du fond de son emprisonnement, continué à servir. Elle a ramené le calme et la confiance dans son réseau.

## Décorations
- Chevalier de la Légion d'honneur[réf. souhaitée]
- Croix de guerre 1939–1945 (3 palmes)[réf. souhaitée]
- Médaille de la Résistance française[réf. souhaitée]
- Médaille de la déportation pour faits de Résistance[3]
- Ordre du Service distingué (Royaume-Uni)[réf. souhaitée]